# الميراحة (الرضمة)

تعديل مصدري - تعديل

الميراحة محلة تابعة لقرية منيف، التابعة لعزلة البكرة بمديرية الرضمة إحدى مديريات محافظة إب في الجمهورية اليمنية.، بلغ تعداد سكانها 366 حسب تعداد اليمن لعام 2004.